# Zelbio
Zelbio är en ort och kommun i provinsen Como i regionen Lombardiet i Italien. Kommunen hade 199 invånare (2018).